# Quan hệ Cuba – Hoa Kỳ

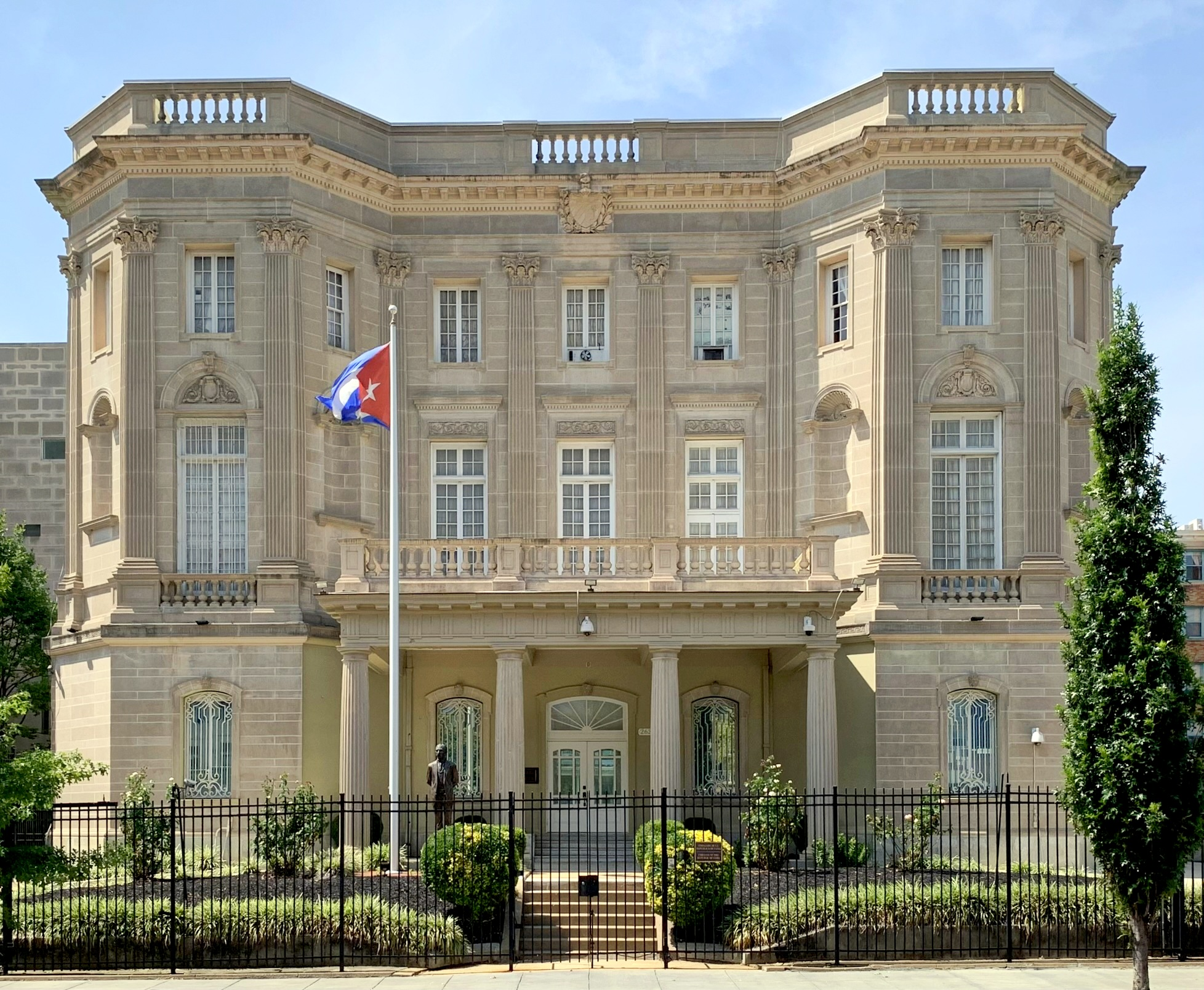
Tòa Đại sứ Cuba ở Washington

Cuba và Hoa Kỳ đã có những mối quan tâm đến nhau từ trước các phong trào độc lập của hai quốc gia. Kế hoạch mua Cuba từ Đế chế Tây Ban Nha được đưa ra vào những thời điểm khác nhau của Hoa Kỳ. Khi sự ảnh hưởng của Tây Ban Nha suy yếu đi trong Vùng Caribe, Hoa Kỳ dần dần giành được một vị trí thống trị về kinh tế và chính trị đối với đảo này, chiếm đại đa số vốn đầu tư nước ngoài và phần lớn hàng nhập khẩu và xuất khẩu nằm trong tay Hoa Kỳ, cũng như ảnh hưởng mạnh mẽ của Hoa Kỳ đối với các vấn đề chính trị Cuba.
Sau cuộc cách mạng Cuba năm 1959, mối quan hệ hai nước xấu đi đáng kể và đã được đánh dấu bởi sự căng thẳng và đối đầu kể từ đó. Hoa Kỳ không có quan hệ ngoại giao chính thức với Cuba và đã duy trì lệnh cấm vận quy định các công ty Mỹ làm ăn với Cuba là bất hợp pháp. Đại diện ngoại giao Hoa Kỳ tại Cuba thuộc quyền quản lý của Văn phòng Lợi ích Hoa Kỳ ở Havana, và có một cơ quan tương tự của Cuba ở Washington DC; cả hai cơ quan này đều chính thức là một phần của các đại sứ quán tương ứng của Thụy Sĩ.
Ngày 15 tháng 4 năm 1959, hơn 4 tháng sau khi đưa Cách mạng Cuba tới thắng lợi, Fidel Castro tới thăm Hoa Kỳ. Chuyến thăm này được đánh dấu bằng những căng thẳng giữa Castro và chính phủ Mỹ. Ngày mùng 1 tháng 1 năm 1959, cuộc cách mạng của Castro đã lật đổ nhà độc tài Cuba Fulgencio Batista. Từ khi chế độ mới ở Cuba ra đời, giới chức Mỹ đã lo lắng về nhà cách mạng Fidel Castro. Dù khiến giới chính trị gia lo lắng, Castro lại được lòng báo giới Mỹ – câu chuyện về những ngày đấu tranh du kích ở Cuba, bộ quần áo rằn ri và đôi giày cao cổ mà ông ưa chuộng, cùng với bộ râu quai nón, đã tạo nên một hình tượng nổi bật. Tháng 4 năm 1959, nhận lời mời của American Society of Newspaper Editors (Hiệp hội các Nhà biên tập báo chí Hoa Kỳ), Castro sang thăm Mỹ.
Trong chuyến thăm này, Tổng thống Hoa Kỳ Dwight D. Eisenhower tỏ rõ ông không có ý định gặp gỡ Castro khi đã tới sân golf để tránh phải gặp Castro. Castro đã có cuộc nói chuyện tại Hội đồng Quan hệ Đối ngoại (CFR), một viện chính sách có trụ sở ở New York, bao gồm các công dân và cựu quan chức chính phủ quan tâm tới quan hệ quốc tế của Mỹ. Castro khá cứng rắn trong suốt buổi trao đổi, khẳng định rõ Cuba sẽ không cầu xin Hoa Kỳ viện trợ kinh tế.
Hoa Kỳ áp đặt lệnh cấm vận vì Cuba đã quốc hữu hóa tài sản các công ty Mỹ trong cuộc Cách mạng, và đã tuyên bố sẽ tiếp tục chừng nào chính phủ Cuba vẫn tiếp tục từ chối tiến tới việc dân chủ hóa và tôn trọng nhân quyền, hy vọng sẽ thấy việc dân chủ hóa và sự trở lại của chủ nghĩa tư bản mà đã diễn ra ở Đông Âu sau các cuộc cách mạng năm 1989. Trong khi đó, một số tổ chức, bao gồm cả một nghị quyết gần như đạt nhất trí cao của Đại hội đồng Liên Hợp Quốc, đã kêu gọi "chấm dứt lệnh cấm vận kinh tế, thương mại và tài chính kéo dài trong nhiều thập niên của Hoa Kỳ đối với Cuba.".
Ngay sau khi Hoa Kỳ áp lệnh cấm vận, kinh tế Cuba đã trở nên khó khăn khi 95% tư liệu sản xuất của Cuba và toàn bộ các linh kiện được nhập khẩu từ Hoa Kỳ. Hoa Kỳ cũng là nơi xuất khẩu chính của Cuba. Điều này đã khiến nền kinh tế Cuba lúc mới bị cấm vận trở nên đình đốn do thiếu nguyên liệu đầu vào và mất đi thị trường xuất khẩu chính. Chính phủ Cuba ước tính lệnh cấm vận của Hoa Kỳ đã khiến nước này thiệt hại 753,69 tỷ USD. Ngày 17 tháng 12 năm 2014, Tổng thống Mỹ Barack Obama và Chủ tịch Cuba Raul Castro tuyên bố khởi đầu của một quá trình bình thường hóa quan hệ giữa Cuba và Hoa Kỳ. Đàm phán bí mật ở Canada mấy tháng trước đó, và một phần với sự hỗ trợ của Giáo hoàng Phanxicô, thỏa thuận này sẽ dẫn tới việc dỡ bỏ một số hạn chế đi lại của Mỹ, ít hạn chế về kiều hối, và thành lập một đại sứ quán Mỹ ở Havana (đã bị đóng cửa kể từ khi Cuba ngã theo Liên Xô vào năm 1961).

## Nhiệm kỳ Obama

### Quá trình bình thường hóa quan hệ

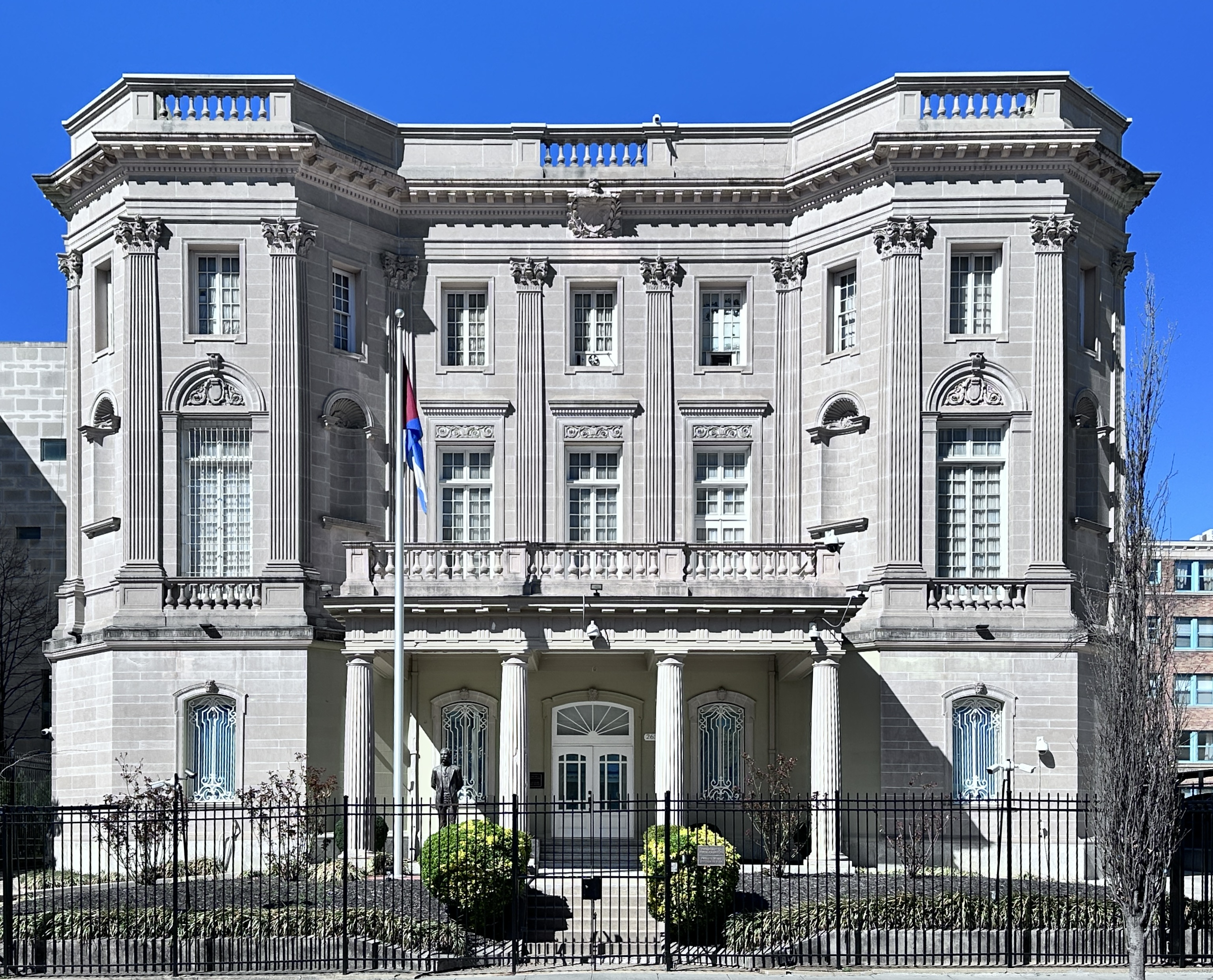
Tòa đại sứ Cuba ở Washington

Ngày 17 tháng 12 năm 2014, Tổng thống Mỹ Barack Obama và Chủ tịch Cuba Raul Castro tuyên bố khởi đầu của một quá trình bình thường hóa quan hệ giữa Cuba và Hoa Kỳ. Đàm phán bí mật ở Canada mấy tháng trước đó, và một phần với sự hỗ trợ của Giáo hoàng Phanxicô, thỏa thuận này sẽ dẫn tới việc dỡ bỏ một số hạn chế đi lại của Mỹ, ít hạn chế về kiều hối, và thành lập một đại sứ quán Mỹ ở Havana (đã bị đóng cửa kể từ khi Cuba ngã theo Liên Xô vào năm 1961)
Sau cuộc gặp Obama, Castro kêu gọi mở cửa trở lại các đại sứ quán. Cả hai người đồng cấp đều muốn có thêm nhiều cuộc gặp mặt giữa Cuba Hoa Kỳ bất chấp những khác biệt.

#### Hội nghị thượng đỉnh châu Mỹ 2015
Đây là lần đầu tiên Cuba tham dự Hội nghị thượng đỉnh châu Mỹ. Cuộc hội nghị tại Panama cũng là lần gặp mặt chính thức đầu tiên giữa Obama với Raoul Castro. Lần cuối cùng lãnh đạo hai nước họp chính thức là vào năm 1956, khi Dwight Eisenhower là tổng thống Mỹ gặp Fulgencio Batista người đứng đầu Cuba.
Trong khi Castro bỏ cả gần một giờ để đổ lỗi cho các chính phủ Hoa Kỳ đưa đến việc cấm vận, ông nói sau cùng, đó không phải là lỗi của chính quyền Obama. Obama tuyên bố, Chiến tranh lạnh đã qua rồi, Cuba không còn đe dọa an ninh của Hoa Kỳ nữa và Hoa Kỳ không phải tù nhân của quá khứ, họ sẽ nhìn tới tương lai. Tổng thống Obama nói rõ hai quốc gia vẫn có khác biệt và cho biết Mỹ sẽ "không ngừng nói về những vấn đề như dân chủ, nhân quyền, tự do hội họp và tự do báo chí" của Cuba. Tuy nhiên cả hai quốc trưởng đồng ý là tới lúc cùng nhau mở trang sử mới.,

#### Xóa tên khỏi danh sách khủng bố
Ngày 14 tháng 4 năm 2015, Nhà Trắng tuyên bố đã xóa tên Cuba sau 33 năm khỏi danh sách khủng bố. Trong danh sách này hiện thời còn có Iran, Syria và Sudan.
Cuba đã được đưa vào danh sách khủng bố của Hoa Kỳ 1982, bởi vì nước này được cho là đang giúp đỡ các nhóm cách mạng vũ trang và khủng bố, như cho các thành viên của tổ chức ngầm ETA nhóm du kích vũ trang Columbia FARC trú ẩn. Và như vậy Cuba không được phép mua vũ khí cũng như nhận viện trợ kinh tế của Hoa Kỳ.

#### Lý do
Về phía Hoa Kỳ, thì Obama muốn chấm dứt một chính sách thù nghịch với Cuba, mà đã kéo dài 53 năm, khi không phải lo sợ là sẽ thất cử vì làm mất lòng một số cử tri. Ngay từ 2009 2/3 dân chúng Hoa Kỳ đã đồng ý với một chính sách giảng hòa với Cuba. Tại các khu vực dân Cuba di cư, tuy các người lớn tuổi chống đối chuyện này, giới trẻ ủng hộ một chính sách bình thường hóa quan hệ..
Còn Cuba thì tuy được mua mỗi ngày 100.000 thùng dầu của đồng minh Venezuela với giá rẻ, dưới thời cố Tổng thống Hugo Chávez, nhưng nước này không có hy vọng các trợ giúp này sẽ được duy trì lâu dài. Nếu không còn trợ cấp từ Venezuela, Cuba sẽ gặp khó khăn như nó đã từng gặp phải sau khi viện trợ từ Nga suy giảm hồi đầu những năm 1990..

#### Hậu quả trực tiếp
Mặc dù chính phủ hai bên đã quyết định bắt đầu quá trình bình thường hóa quan hệ (17.12.2014), chỉ có quốc hội Hoa Kỳ mới có quyền bãi bỏ luật cấm vận. Tuy nhiên tổng thống Obama có thể cho thi hành luật này theo ý của mình, miễn là luật pháp cho phép. Hoa Kỳ sẽ đưa Cuba khỏi danh sách các quốc gia mà nó cáo buộc là hỗ trợ cho khủng bố.
Năm 2013 bộ thương mại ở Washington đã cho phép xuất cảng sản phẩm nông nghiệp trị giá 3 tỷ Dollar (2,4 tỷ Euro) và sản phẩm y tế khoảng 300 triệu Dollar. Trong tương lai Hoa Kỳ sẽ cho phép xuất cảng vật liệu xây cất, hay trang bị cho các hãng tư nhân, như cho quán ăn, tiệm hớt tóc và máy móc nông nghiệp cho nông dân. Các giao dịch ngân hàng giữa hai nước cũng có thể được thực hiện.
Tuy nhiên theo luật cấm vận du khách Mỹ cũng vẫn không được vào Cuba, mà chỉ được trong những trường hợp sau đây: thăm viếng gia đình, tranh giải thể thao, hội họp hay cho mục đích nghiên cứu.
Đối với 11 triệu người Cuba, họ có hy vọng là việc lưu thông trên mạng sẽ nhanh hơn, vì Hoa Kỳ được phép xuất cảng kỹ thuật truyền thông sang đây như phần mềm, phần cứng, và dịch vụ liên quan. Ai có thân nhân bên Mỹ, mỗi ba tháng có thể nhận được 2000 Dollar thay vì 500 Dollar như trước đây..